# Llista de grups de planetes menors

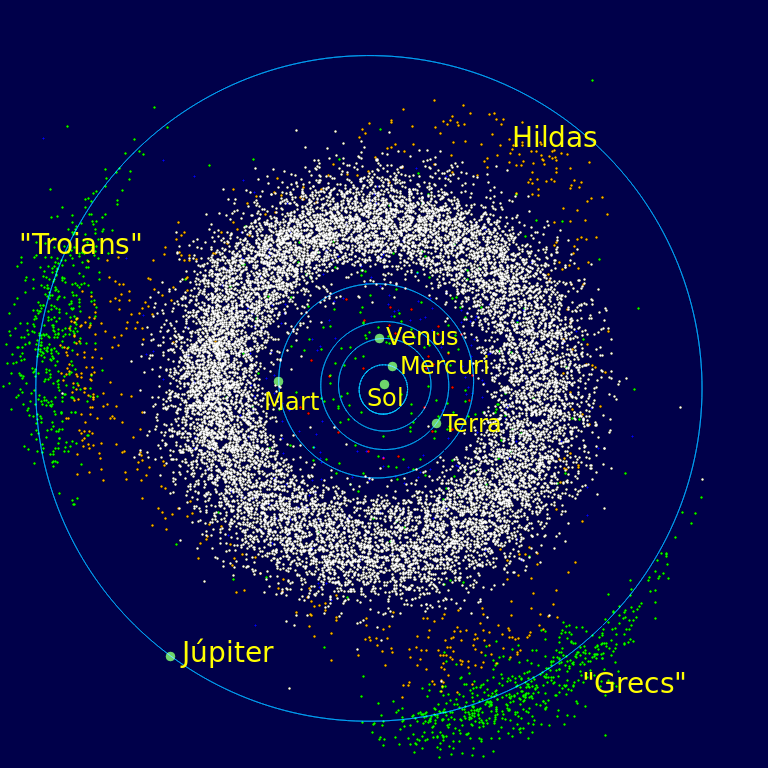

Un grup de planetes menors és un conjunt de planetes menors que comparteixen òrbites similars. Els membres generalment no tenen relació entre ells, a diferència de l'una família d'asteroides, que sovint resulta de la ruptura d'un sol asteroide. És habitual anomenar un grup d'asteroides després del primer membre d'aquest grup en sigui descobert, que sovint és el més gran.

## Grups de l'òrbita terrestre
Hi ha relativament pocs asteroides que orbiten prop del Sol. Alguns d'aquests grups són hipotètics en aquest moment, i encara no s'ha descobert cap membre; per tant, els noms que se'ls ha donat són provisionals.
- Els asteroides vulcanoides són asteroides hipotètics que orbiten completament dins de l'òrbita de Mercuri (tindrien un afeli inferior a 0,3874 ua). Es van realitzar algunes cerques de vulcanoides, però fins ara no se n'han descobert.
- Els asteroides Atira (Apofeli; objectes en òrbita interior terrestre) són un grup reduït d'asteroides coneguts amb l'afeli menor a 0,983 ua, és a dir, orbiten completament dins de l'òrbita terrestre. El grup rep el nom del seu primer membre confirmat, (163693) Atira. El 2019, el grup consta de 19 membres, 6 dels quals tenen número.[1]
- Asteroides que creuen l'òrbita de Mercuri amb un periheli més petit que 0,3075 ua amb Mercuri.
- Asteroides que creuen l'òrbita de Venus amb un periheli més petit que 0,7184 ua amb Venus. Aquest grup inclou els asteroides anteriors que creuen l'òrbita de Mercuri (si el seu afeli és major que el periheli de Venus. Tots els que creuen l'òrbita de Mercuri coneguts compleixen aquesta condició).
- Asteroides que creuen l'òrbita de la Terra amb un periheli més petit que 0,9833 ua amb la Terra. Aquest grup inclou els creuadors de Mercuri i Venus anteriors, a part dels Apoheles. També es divideixen en els
  - Asteroides Aton amb un semieix major inferior a 1 ua, amb el nom de (2062) Aton.
  - Asteroides Apol·lo amb un semieix major major a 1 ua, amb el nom de (1862) Apol·lo.
- Els asteroides Arjuna es defineixen una mica vagament com a òrbites similars a les terrestres; és a dir, amb un radi orbital mitjà al voltant de 1 ua i amb baixa excentricitat i inclinació.[2] A causa de la vaguetat d'aquesta definició, alguns asteroides pertanyents als grups Atira, Amor, Apol·lo o Aton també es poden classificar com a Arjuna. El terme va ser introduït per Spacewatch i no es refereix a un asteroide existent; exemples d'Arjuna s'inclouen 1991 VG.
- Els troians terrestres són asteroides ubicats als punts de Lagrange Terra–Sol L₄ i L₅. La seva ubicació al cel, tal com s'observa des de la superfície de la Terra, s'establiria a uns 60 graus a l'est i a l'oest del Sol, i a mesura que les persones tendeixen a cercar asteroides amb allargaments molt majors, poques cerques s'han fet en aquests llocs. L'únic troià terrestre conegut és 2010 TK7.
- Els asteroides propers a la Terra és un terme general per a asteroides que l'òrbita s'aproxima estretament a la de la Terra. Inclou gairebé tots els grups anteriors, així com els asteroides Amor.

## Grups de l'òrbita de Mart
- Els asteroides Amor, del nom de (1221) Amor, són asteroides propers a la Terra que no són creuadors de la Terra, amb un periheli fora de l'òrbita terrestre.
- Els asteroides que creuen l'òrbita de Mart tenen òrbites que creuen la de Mart, però no s'acosten necessàriament a la Terra.
- Els troians de Mart segueixen o condueixen Mart a la seva òrbita, a qualsevol dels dos punts de Lagrange 60° endavant (L₄) o endarrere (L₅). A partir del març del 2008, se'n coneixen quatre. El més gran sembla (5261) Eureka.
- Molts dels asteroides que creuen la Terra, Venus i Mercuri tenen una afeli més gran que 1 ua.

## Cinturó d'asteroides

Histograma mostrant els quatre buits de Kirkwood més destacats i una possible divisió en els asteroides interiors, mitjans i exteriors del cinturó principal:
cinturó principal interior (a < 2,5 ua)
cinturó principal mitjà (2,5 ua < a > 2,82 ua)
cinturó principal exterior (a > 2,82 ua

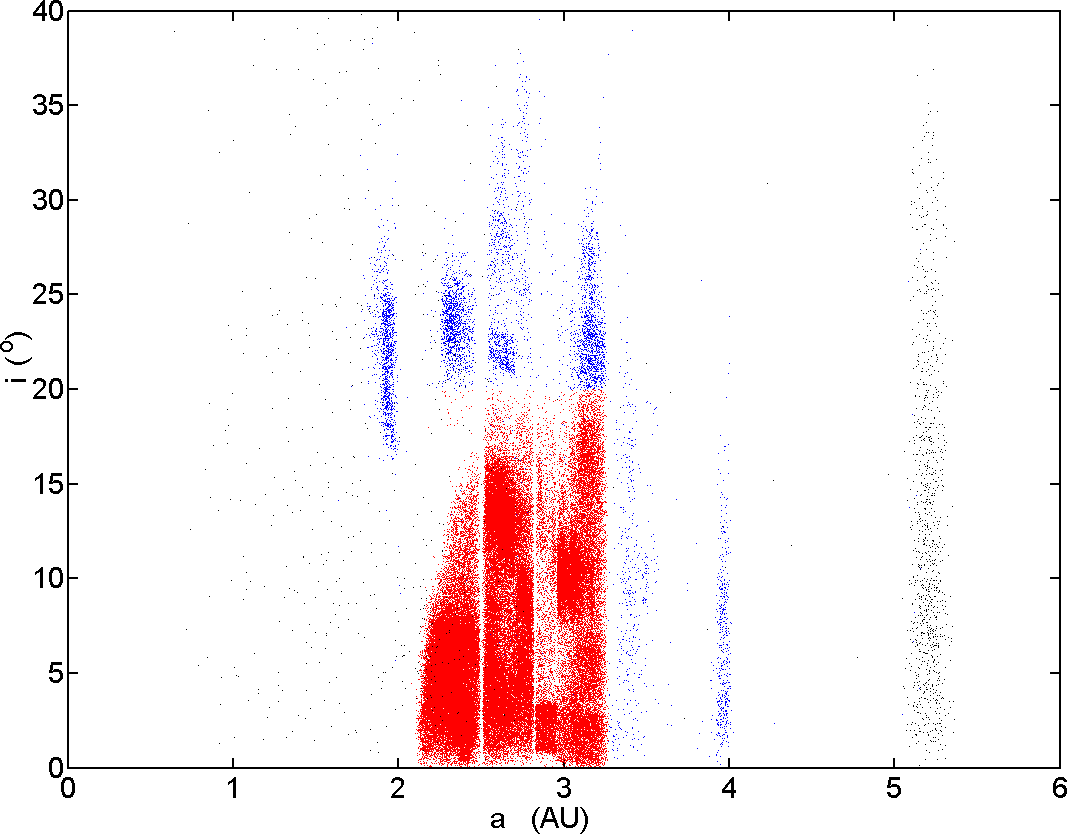
Els asteroides fora de l'òrbita de Júpiter. El cinturó d'asteroides es mostra en vermell

La gran majoria dels asteroides coneguts tenen òrbites situades entre les òrbites de Mart i Júpiter, aproximadament entre el 2 i 4 ua. Aquests no podrien formar un planeta a causa de la influència gravitacional de Júpiter. La influència gravitacional de Júpiter, a través de la ressonància orbital, neteja els buits de Kirkwood al cinturó d'asteroides, reconeguts per primera vegada per Daniel Kirkwood el 1874.
La regió amb la concentració més densa (que es troba entre els buits de Kirkwood entre 2,06 i 3,27 ua, amb excentricitats per sota d'uns 0,3 i inclinacions més petites que 30°) és anomenat el cinturó d'asteroides. Els buits de Kirkwood es poden subdividir en:
- Cinturó d'asteroides interior, dins del fort buit de Kirkwood a 2,50 ua a causa de la ressonància orbital 3:1 amb Júpiter. El membre més gran és 4 Vesta.
  - Aparentment també inclou un grup anomenat asteroides I de cinturó principal entre els quals hi ha un semieix major de 2,3 ua i 2,5 ua i una inclinació inferior a 18°.
- Mitjans (o intermedis) del cinturó d'asteroides, entre les ressonàncies orbitals 3:1 i 5:2 de Júpiter, aquest últim a 2.82 ua. El membre més gran és Ceres. Aparentment, aquest grup es divideix en:
  - Asteroides IIa del cinturó principal que tenen un semieix major entre 2,5 ua i 2,706 ua i una inclinació inferior a 33°.
  - Asteroides IIb del cinturó principal que tenen un semieix major entre 2,706 ua i 2,82 ua i una inclinació inferior a 33°.
- Cinturó d'asteroides exterior entre les ressonàncies orbitals 5:2 i 2:1 de Júpiter. El membre més gran és 10 Hygiea. Aparentment, aquest grup es divideix en:
  - Asteroides IIIa del cinturó principal que tenen un semieix major entre 2,82 ua i 3,03 ua, una excentricitat inferior a .35, i una inclinació inferior a 30°.
  - Asteroides IIIb del cinturó principal que tenen un semieix major entre 3,03 ua i 3,27 ua, una excentricitat inferior a .35, i una inclinació inferior a 30°.

### Altres grups de l'òrbita de Júpiter
Hi ha diversos grups d'asteroides més o menys diferents fora del cinturó d'asteroides, que es distingeixen per la distància mitjana del Sol o per combinacions particulars de diversos elements orbitals:
- Els asteroides Hungaria, amb un radi orbital mitjà entre 1,78 ua i 2 ua, una excentricitat inferior a 0,18 i inclinació entre 16° i 34°. Anomenats per (434) Hungaria, estan fora de l'òrbita de Mart i, probablement, se senten atrets per la ressonància 9:2 amb Júpiter o la 3:2 amb Mart.
- Els asteroides Phocaea, amb un radi orbital mitjà entre 2,25 ua i 2,5 ua, una excentricitat superior a 0,1 i inclinació entre 18° i 32°. Algunes fonts agrupen els asteroides Phocaeas amb els Hungarias, però la divisió entre els dos grups és real i causada per la ressonància 4:1 amb Júpiter. Anomenats per (25) Phocaea.
- Els asteroides Alinda tenen un radi orbital mitjà de 2,5 ua i una excentricitat entre 0,4 i 0,65 (aproximadament). Aquests objectes són sostinguts per la ressonància 3:1 amb Júpiter i una de 4:1 amb la Terra. Molts asteroides d'Alinda tenen un periheli molt a prop de l'òrbita terrestre i poden ser difícils d'observar per aquest motiu. Els asteroides Alinda no són en òrbites estables i, eventualment, impactaran amb Júpiter o amb planetes terrestres. Anomenats per (887) Alinda.
- Els asteroides de la família Pal·les tenen un radi orbital mitjà entre 2,7 i 2,8 ua i una inclinació entre 30° i 38°. Anomenats per (2) Pal·les.
- Els asteroides Griqua tenen un radi orbital entre 3,1 ua i 3,27 ua i una excentricitat superior a 0,35. Aquests asteroides tenen una libració estable 2:1 amb Júpiter, en òrbites d'alta inclinació. Hi ha aproximadament entre cinc i deu membres coneguts, fins ara (1362) Griqua i (8373) Stephengould els més destacats.
- Els asteroides Cybele tenen un radi orbital mitjà entre 3,27 ua i 3,7 ua, una excentricitat inferior a 0,3 i una inclinació inferior a 25°. Sembla que aquest grup s'agrupa al voltant de la ressonància 7:4 amb Júpiter. Anomenats per (65) Cybele.[3]
- Els asteorides Hilda tenen un radi orbital mitjà entre 3,7 ua i 4,2 ua, una excentricitat superior a 0,07, i una inclinació inferior a 20°. Aquests asteroides es troben en una ressonància 3:2 amb Júpiter. Anomenats per (153) Hilda.
- Els asteroides Thule estan en ressonància 4:3 amb Júpiter i es coneix que el grup està format per (279) Thule, (186024) 2001 QG207, i (185290) 2006 UB219.[4]
- Els troians de Júpiter tenen un radi orbital mitjà entre 5,05 ua i 5,4 ua, i es troben en regions allargades i corbes al voltant dels dos punts de Lagrange 60° per davant i per darrere de Júpiter. Al capdavant, L₄, s'anomena camp grec i la reraguàrdia L₅ s'anomena camp troià, després dels dos camps oposats de la llegendària Guerra de Troia; amb una sola excepció, els objectes de cada node s'anomenen per membres d'aquest costat del conflicte. (617) Pàtrocle al camp de Troia i (624) Hèctor al camp grec es troben "fora de lloc" als camps enemics

Hi ha una zona prohibida entre Hildas i els Troians (aproximadament 4,05 ua a 5,0 ua). A part de (279) Thule i cinc objectes en òrbites d'aspecte inestable, la gravetat de Júpiter ho va arrasar tot fora d'aquesta regió.

## Grups més enllà de l'òrbita de Júpiter
Es creu que la majoria dels planetes menors més enllà de l'òrbita de Júpiter estaven compostos per gel i altres volàtils. Molts s'assemblen a cometes, diferint només que el periheli de les seves òrbites estan massa allunyades del Sol per produir una cua important.
- Els asteroides damocloides, també conegut com el "grup de núvols d'Oort," porten el nom de (5335) Damòcles. Estan definits per ser objectes que han "caigut" del núvol d'Oort, de manera que els seus afelis solen quedar passat Urà, però els seus perihelis es troben al Sistema Solar interior. Tenen excentricitats elevades i de vegades inclinacions altes, incloses òrbites retrògrades. La definició d'aquest grup és una mica difusa i pot superposar-se significativament amb els cometes.
- Els centaures tenen un radi orbital mitjà d'aproximadament entre 5,4 ua i 30 ua. Actualment es creu que són objectes transneptunians que han "caigut" després de trobades amb gegants de gas. El primer que es va identificar va ser (2060) Quiró ((944) Hidalgo s'havia descobert abans, però no s'ha identificat com una classe orbital diferent).

## Grups dins o més enllà de l'òrbita de Neptú
- Els troians de Neptú consisteixen en 22 objectes. El primer que es va descobrir va ser 2001 QR322.
- Els objectes transneptunians (TNOs) és qualsevol objecte amb un radi orbital mitjà superior a 30 ua. Aquesta classificació inclou els objectes de cinturó de Kuiper (KBOs), el disc dispers i el núvol d'Oort.
  - Els objectes del cinturó de Kuiper s'estenen aproximadament de 30 a 50 ua i es divideixen en les subcategories següents:
    - Els objectes ressonants ocupen ressonàncies orbitals amb Neptú, excloent la ressonància 1:1 dels troians de Neptú.
      - Els plutinos són, en la seva majoria els KBOs ressonants més comuns i es troben en una ressonància 2:3 amb Neptú, com Plutó. El periheli d'un objecte d'aquest tipus acostuma a estar a prop de l'òrbita de Neptú (de la mateixa manera que passa amb Plutó), però quan l'objecte arriba al periheli, Neptú alterna entre estar 90 graus per davant i 90 º darrere de l'objecte, així que no hi ha possibilitat de una col·lisió. La MPC defineix qualsevol objecte amb un radi orbital mitjà entre 39 i 40,5 ua per ser un plutino. (90482) Orc i (28978) Ixion es troben entre els més brillants coneguts.
      - Altres ressonàncies. Hi ha diversos objectes coneguts en la ressonància 1:2, anomenats twotinos, amb un radi orbital mitjà de 47,7 ua i una excentricitat de 0,37. Hi ha diversos objectes en ressonàncies 2:5 (radi orbital mitjà de 55 ua), 4:7, 4:5, 3:10, 3:5, i 3:4, entre d'altres. El més gran en la ressonància 2:5 és (84522) 2002 TC302, i el més gran en la ressonància de 3:10 és (225088) Gonggong.

    - Els objectes clàssics del Cinturó de Kuiper, també coneguts com a cubewanos (per (15760) Albion, que tenia la designació provisional (15760) 1992 QB1 des del descobriment de 1992 fins a la seva denominació de 2018), tenen un radi orbital mitjà entre aproximadament 40,5 i 47 ua. Els cubewanos són objectes al cinturó de Kuiper que no es van escampar i que no van quedar tancats en una ressonància amb Neptú. El més gran és (136472) Makemake.

  - Els objectes del disc dispers (SDOs) normalment, a diferència de cubewanos i objectes ressonants, tenen òrbites d'inclinació alta i d'excentricitat elevades amb periheli que encara no estan gaire lluny de l'òrbita de Neptú. Se suposa que són objectes que es van trobar amb Neptú i que van ser "dispersos" fora de les seves òrbites originalment més circulars properes a l'eclíptica. El planeta nan més conegut, Eris, pertany a aquesta categoria.
    - Els objectes separats (disc dispers estès) amb òrbites generalment molt el·líptiques, molt grans de fins a uns quants centenars de UA i un periheli massa lluny de l'òrbita de Neptú perquè es produeixi qualsevol interacció significativa. Un membre més típic del disc estès és (148209) 2000 CR105.
      - Els Sednoides tenen un periheli molt allunyat de l'òrbita de Neptú. Aquest grup rep el nom del membre més conegut, Sedna.

  - El núvol d'Oort és un hipotètic núvol de cometes amb un radi orbital mitjà entre aproximadament 50.000 i 100.000 ua. No s'ha detectat cap objecte del núvol Oort; l'existència d'aquesta classificació només es dedueix de l'evidència indirecta. Alguns astrònoms han associat provisionalment a (90377) Sedna amb el núvol d'Oort interior.